# Zip2
Zip2 foi uma empresa que provia e licenciava software online de guias metropolitanos para jornais. A empresa foi fundada em Palo Alto, como Global Link Information Network em 1995, pelos irmãos Elon e Kimbal Musk e Greg Kouri. Inicialmente, Global Link possibilitava a empresas locais uma presença na Internet,:61 mas depois começou a ajudar jornais a projetarem guias online antes de serem comprados pela Compaq Computer em 1999.

## História
Global Link Information Network foi fundado pelos irmãos Elon e Kimbal e Greg Kouri em Palo Alto com dinheiro conseguido de um pequeno grupo de investidores anjos, mais 6,000 U$$ de Kouri. Na biografia sobre Elon Musk escrita por Ashlee Vance, é alegado que o pai dos Musk, Errol Musk, deu-lhes 28000 dólares durante essa época,:109 mas Elon depois negou isso.
Inicialmente, a Global Link assegurou a negócios locais uma presença na Internet ao conectar seus serviços a sites de busca e provindo direções.:61 Elon Musk combinou uma base de dados gratuita da Navteq com uma database de negócios de Palo Alto para criar o primeiro sistema.
Em 1996, Global Link recebeu 3 milhões de dólares em investimentos do Mohr Davidow Ventures e oficialmente mudou seu nome para Zip2. Davidow Ventures mudou a estratégia fundamental da Zip2 de vendas diretas localizadas a negócios para vencer software fechado a jornais, onde eles poderiam construir seus diretórios. Elon Musk foi apontado como Chief Technology Officer e Rich Sorkin tornou-se Chief Executive Officer. Zip2 registou "We Power the Press" como sendo seu slogan oficial e continuou a crescer. Zip2 fez negócios com The New York Times, Knight Ridder, e Hearst Corporation, e sua colaboração com jornais a tornou o componente principal da "resposta da indústria jornalista americana à indústria de guias metropolitanos online", de acordo com Editor & Publisher.
Em 1998, a empresa já fazia parceria com cerca de 160 jornais para desenvolver guias de cidades, seja localmente ou em escala total. De acordo com o presidente e fundador Elon Musk, vinte desses jornais tornaram-se guias metropolitanos em escala total. The New York Times relatou que a Zip2 também provia jornais com um diretório, calendário e email online junto de sua oferta principal.

## Produto
Zip2 permitiu comunicação em duas vias entre usuários e anunciantes. Usuários podiam enviar mensagens a anunciantes e ter tal mensagem enviada para os seus faxes. Da mesma forma, anunciantes podiam enviar fax a usuários e eles podiam ver o fax ao usar URLs específicas.
Um produto da Zip2 era chamado de "Auto Guide". AutoGuide conectava usuários de jornais online com concessionárias locais ou vendedoras de carros particulares.

## Fusão e tentativas de aquisição
Em Abril de 1998, Zip2 tentou fundir-se com CitySearch, seu principal concorrente. Enquanto Musk inicialmente apoiou a fusão, ele persuadiu o Conselho de Administração a não proceder. As duas empresas "citaram incompatibilidades em culturas e tecnologias" como a razão do fracasso da fusão, de acordo com The New York Times.
Em Fevereiro de 1999, Compaq Computer ofereceu 307 milhões de dólares para comprar a Zip2.:109 Elon e Kimbal Musk, os fundadores originais, levaram respectivamente 22 e 15 milhões de dólares.:109 A empresa foi comprada para melhorar o motor de pesquisa online AltaVista da Compaq.
- Este artigo foi inicialmente traduzido, total ou parcialmente, do artigo da Wikipédia em inglês cujo título é «Zip2».